# John Anderson, 1. Viscount Waverley

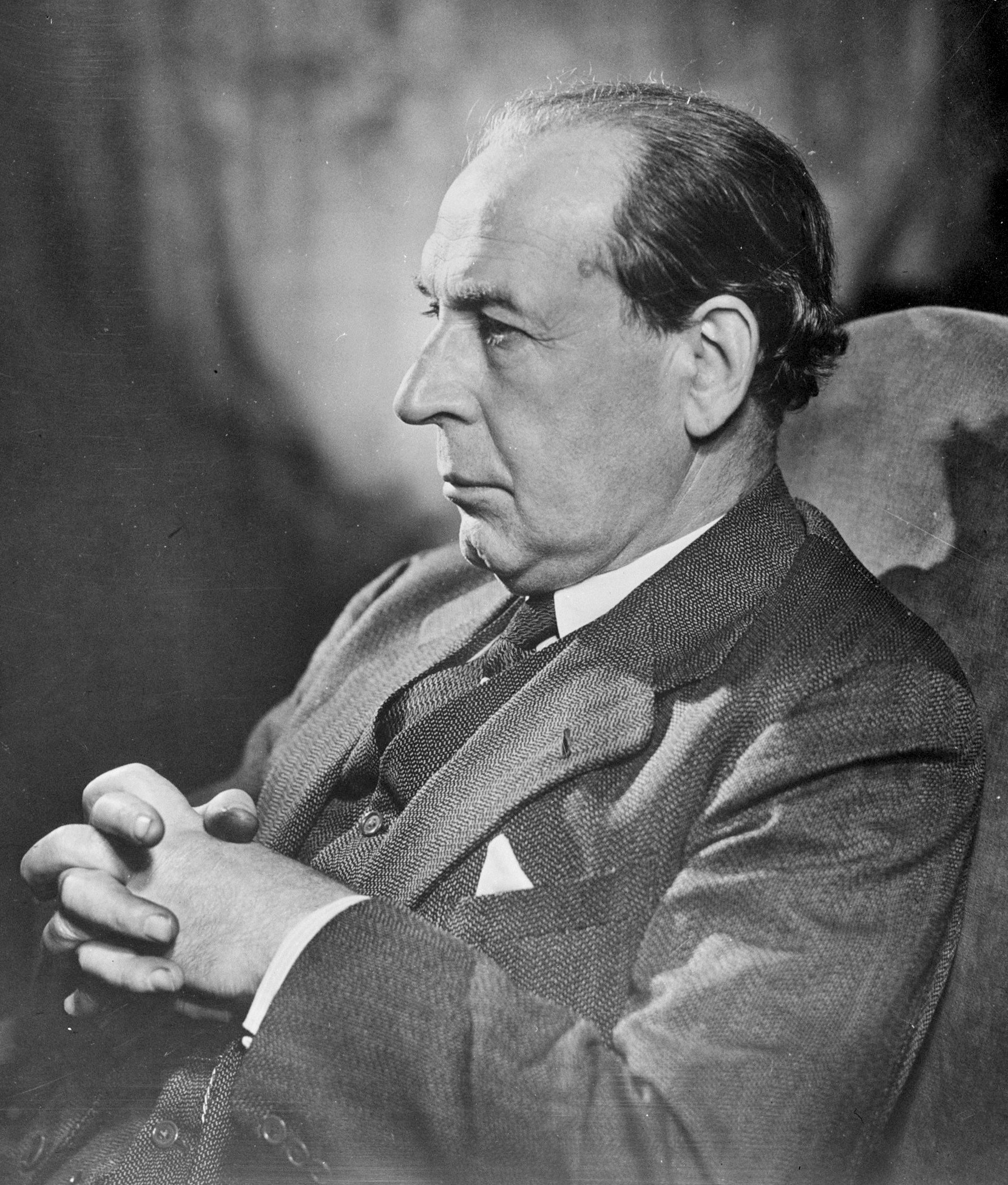
Sir John Anderson (1947)

John Anderson, 1. Viscount Waverley GCB, OM, GCSI, GCIE, PC (* 8. Juli 1882 in Edinburgh, Schottland; † 4. Januar 1958 in London) war ein britischer Politiker. Er war mehrfacher Minister, Parlamentsabgeordneter sowie Gouverneur von Bengalen.

## Biografie
Anderson studierte nach dem Schulbesuch zunächst Mathematik sowie Geologie an der University of Edinburgh und absolvierte später ein weiteres Studium der Chemie an der Universität Leipzig. 1905 verzichtete er jedoch auf eine wissenschaftliche Laufbahn, sondern trat als Mitarbeiter in das Colonial Office ein.
1919 wurde er als Knight Commander des Order of the Bath in den Adelsstand erhoben. 1920 wurde er letzter britischer Untersekretär für Irland und damit bis 1922 nicht nur Vorsitzender des öffentlichen Dienstes in Irland, sondern zugleich auch Berater des Lord Lieutenant of Ireland, dem Vertreter des britischen Königs in Irland. Im Anschluss war er zwischen 1922 und 1932 Ständiger Unterstaatssekretär im Innenministerium (Home Office). 1923 wurde er zum Knight Grand Cross des Order of the Bath erhoben.
Nach seiner zehnjährigen Tätigkeit im Innenministerium war er von 1932 bis 1937 Gouverneur von Bengalen. Als solcher wurde er 1932 als Knight Grand Commander in den Order of the Indian Empire und 1937 als Knight Grand Commander in den Order of the Star of India aufgenommen. Nachdem er aus Indien zurückgekehrt war, wurde er 1938 Abgeordneter im Unterhaus (House of Commons) und vertrat dort bis zur Auflösung des „Wahlkreises“ 1950 die Interessen der Universitäten von Schottland.
1938 wurde er als Lordsiegelbewahrer von Premierminister Arthur Neville Chamberlain erstmals in die Regierung berufen und war nach einer Kabinettsumbildung von 1939 bis 1940 Innenminister.
Nach dem Amtsantritt von Premierminister Winston Churchill erfolgte 1940 seine Ernennung zum Lord President of the Council, ehe er von 1943 bis 1945 Schatzkanzler im Kabinett Churchill war.
Anderson wurde 1952 als Viscount Waverley, of Westdean in the County of Sussex, zum erblichen Peer erhoben. Dadurch war er bis zu seinem Tod Mitglied des House of Lords. Darüber hinaus war er Mitglied der Royal Society. Ihm zu Ehren benannt ist der Anderson-Gletscher in der Antarktis.
Anderson starb am 4. Januar 1958 im St Thomas’ Hospital in London.